# صموئيل جي. مونتجومري
صموئيل جي. مونتجومري هو محامي وسياسي أمريكي، ولد في 1 ديسمبر 1896 في Buffalo, Kentucky ‏ في الولايات المتحدة، وتوفي في 4 يونيو 1957 في أوكلاهوما سيتي في الولايات المتحدة. نشط حزبياً في الحزب الجمهوري. وقد انتخب عضو مجلس النواب الأمريكي ‏.